# Jorge Maqueda
Jorge Maqueda Peño (Toledo, 15 marzo 1988) è un pallamanista spagnolo, terzino destro del Kielce.